# Лужки-Орловські
Лужки́-Орло́вські (рос. Лужки-Орловские) — вузлова залізнична станція Московської залізниці. Розташована в місті Орел; поїзди, що прямують з головного вокзалу Орла на схід, тут міняють напрямок руху.

## Історія
Рух відкрито 1976 у складі дільниці Орел — Михайлівський Рудник.
Дільниця між Лужками і Орлом електрифікована постійним струмом (3kV =).